# Reprezentacja Bułgarii w koszykówce mężczyzn
Reprezentacja Bułgarii w koszykówce mężczyzn - drużyna, która reprezentuje Bułgarię w koszykówce mężczyzn. Za jej funkcjonowanie odpowiedzialny jest Bułgarski Związek Koszykówki (BFB). Dwadzieścia trzy razy brała udział w Mistrzostwach Europy zdobywając srebrny medal w 1957 i brązowy w 1961. Wystąpiła również czterokrotnie na Igrzyskach Olimpijskich.

## Udział w imprezach międzynarodowych
- Igrzyska Olimpijskie
  - 1952 - 7. miejsce
  - 1956 - 5. miejsce
  - 1960 - 16. miejsce
  - 1968 - 10. miejsce

- Mistrzostwa Świata
  - 1959 - 7. miejsce

- Mistrzostwa Europy
  - 1935 - 8. miejsce
  - 1947 - 8. miejsce
  - 1951 - 4. miejsce
  - 1953 - 9. miejsce
  - 1955 - 4. miejsce
  - 1957 - 2. miejsce
  - 1959 - 5. miejsce
  - 1961 - 3. miejsce
  - 1963 - 5. miejsce
  - 1965 - 5. miejsce
  - 1967 - 4. miejsce
  - 1969 - 7. miejsce
  - 1971 - 6. miejsce
  - 1973 - 6. miejsce
  - 1975 - 5. miejsce
  - 1977 - 6. miejsce
  - 1979 - 11. miejsce
  - 1985 - 8. miejsce
  - 1989 - 7. miejsce
  - 1991 - 8. miejsce
  - 1993 - 16. miejsce
  - 2005 - 13. miejsce
  - 2009 - 13. miejsce